# Mars (mitologia)
Mars (starołac. Mavors, łac. Mars) – staroitalski bóg wojny, znany już u Etrusków jako Maris. Obok Jowisza i Kwirynusa jeden z głównych bogów w mitologii rzymskiej. Odpowiednik greckiego Aresa. Początkowo czczony jako patron pór roku, szczególnie wiosny. Pasterze powierzali swoje stada opiece Marsa przed watahami wilków. Między innymi do Marsa śpiewali swoje pieśni saliowie. Był czczony jako ojciec bliźniąt: Romulusa i Remusa. Poświęcono mu pierwszy miesiąc w kalendarzu rzymskim – marzec (łac. mensis Martius), kiedy to tradycyjnie pogoda pozwalała wznowić lub rozpocząć działania wojenne.
Marsowi poświęcony był: wilk szary, dzięcioł i dąb. Jako Mars Gradivus, kroczył na czele wojsk na polu bitwy i pod taką postacią był czczony w starej świątyni na Via Appia, poza murami miasta.
Inne miejsca kultu Marsa w Rzymie:
- Porta Capena
- na Polu Marsowym
- w Regia na Forum